# René Hába
René Hába (* 6. března 1965) byl český politik, v 90. letech 20. století poslanec České národní rady a Poslanecké sněmovny za Občanské fórum, respektive za Liberálně demokratickou stranu, později za Občanskou demokratickou alianci.

## Biografie
Ve volbách v roce 1990 byl zvolen za Občanské fórum, respektive za Liberálně demokratickou stranu, do České národní rady. V listopadu 1990 ovšem spolu s dalšími členy LDS vystoupil z poslaneckého klubu Občanského fóra. Šlo o reakci na prohlubující se rozpory mezi pravicově orientovanou LDS a centristickým Občanským fórem a o přímou reakci na vyloučení poslanců Federálního shromáždění za LDS (Bohumil Doležal, Emanuel Mandler) z klubu OF.
Opětovně byl zvolen do ČNR ve volbách v roce 1992, nyní za ODA (volební obvod Severomoravský kraj). Zasedal v hospodářském výboru. Od vzniku samostatné České republiky v lednu 1993 byla ČNR transformována na Poslaneckou sněmovnu Parlamentu České republiky. V ní setrval do konce funkčního období, tedy do voleb v roce 1996. Počátkem roku 1996 se popral v Krnově s místními čtyřmi Romy při ochraně své manželky, která byla fyzicky napadnuta.
V komunálních volbách roku 1998 neúspěšně kandidoval za ODA do zastupitelstva města Krnov. Nebyl ale zvolen. Profesně se uvádí jako podnikatel.